# Verdana
Verdana (1996) is een schreefloos lettertype ontworpen door Matthew Carter in opdracht van Microsoft. Het werd samen met variant Tahoma aan Microsoft geleverd. Het hinten van de Verdana, een TrueType-fontformaat, is handmatig gedaan door Thomas Rickner van Monotype.

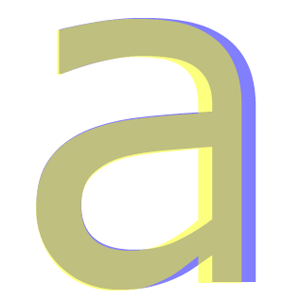
Het verschil tussen Tahoma (geel) en Verdana (blauw)

Verdana is speciaal ontwikkeld voor digitale weergave, zoals computerschermen. Dit komt door een grote x-hoogte, eenvoudige rondingen en meer open vormen dan een lettertype dat ontwikkeld is voor drukwerk, zoals Helvetica. Het is daarom zeer goed bruikbaar voor websites en andere documenten die op het beeldscherm gelezen zullen worden, ook in een lage resolutie. Door de grote hoeveelheid letterwit is het ook in kleine lettergroottes nog goed leesbaar.
Hoewel Verdana speciaal is ontwikkeld voor schermpresentaties, wordt het lettertype in print en drukwerk ook regelmatig gebruikt. Aangezien dit lettertype standaard staat geïnstalleerd op moderne Windows-pc's, wordt het in organisaties vaak gebruikt voor correspondentieteksten op bijvoorbeeld briefpapier.